# کاریب

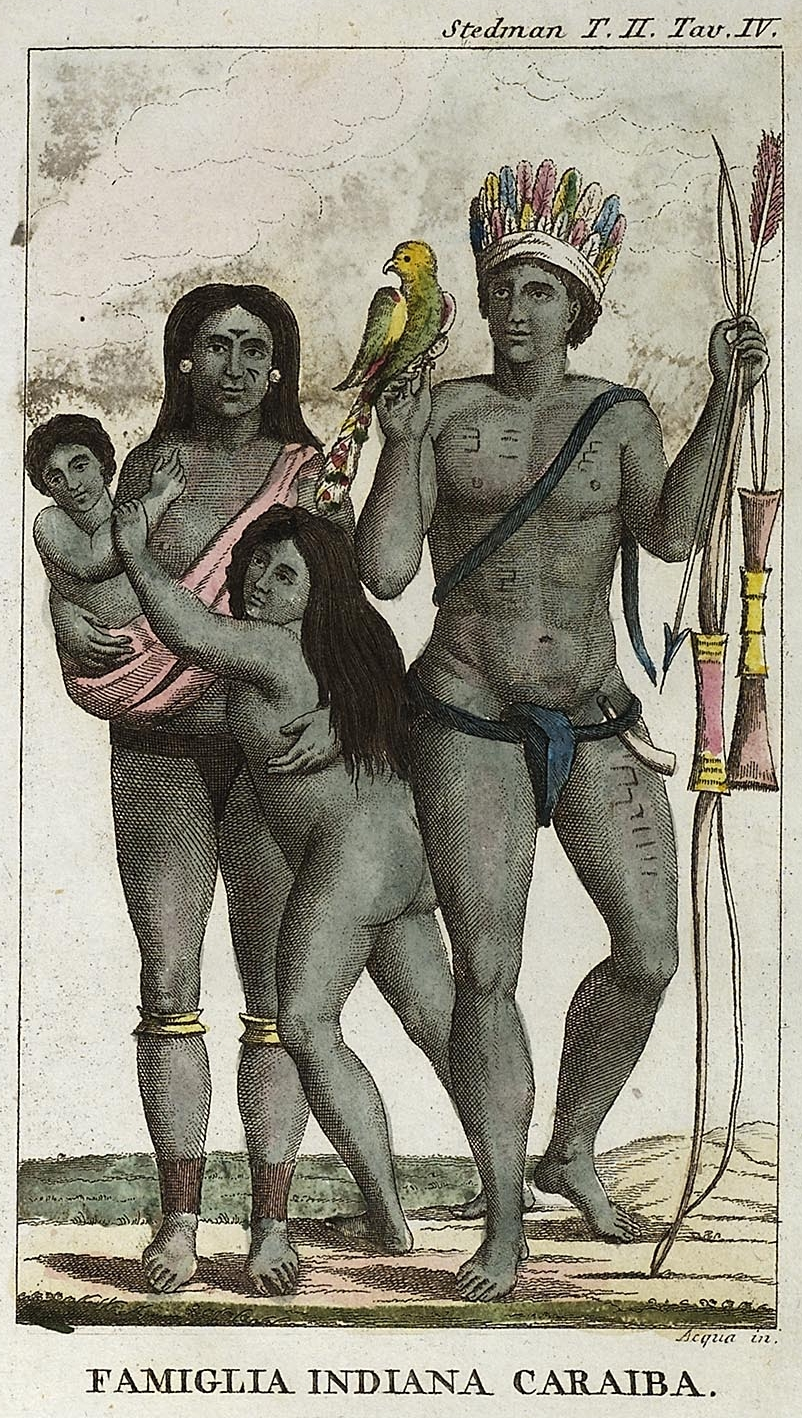
خانوادهٔ کاریب اثر جان گابریل استدمان

کاریب، کاریب جزیره یا کالیناگو نام مردمانی‌ است که دریای کارائیب را به نام ایشان خوانده‌اند. اینان در جزیره‌های آنتیل کوچک می‌زیسته‌اند. کاریب‌ها سرخ‌پوستانی بودند که زیستگاه اصلیشان کرانه‌های شمالی آمریکای جنوبی و خاور کارائیب می‌باشد.

## تاریخچه
بنظر می رسد که ایشان در آغاز از اورینوکو در ونزوئلا به دریای کارائیب کوچیده‌ باشند. که در زمان سفرهای کریستوف کلمب به مجمع‌الجزایر کارائیب در ۱۴۹۳ (میلادی) کاریب‌ها جایگزین مردمان ایگنری در جنوب آنتیل کوچک شده‌باشند. درآینده اروپاییان جایگزین کاریب‌ها شدند و ایشان یا از میان رفتند یا در اسپانیایی‌ها در دوره استعمار حل‌شدند. با این همه توانستند جزیره‌هایی را مانند دومینیکا، سنت وینسنت، سنت لوسیا و ترینیداد را نگاه‌دارند. در سنت وینسنت کاریب‌ها با بردگان سیاهپوست در سدهٔ هفدهم پس از میلاد آمیخته شدند. در ۱۷۹۵ آنان را به هندوراس راندند که تاکنون نیز برجایند.
واپسین کاریب‌زبانان در دهه ۱۹۲۰ مردند ولی گزارش‌ها می‌رساند که شماری از کاریب‌تباران در میان هائیتیایی‌ها، سنت‌وینسنتی‌ها و دومینیکایی‌ها می‌زیند.

## دین
می‌نماید که کاریب‌ها چندخداپرست بوده‌اند.

## آدمخواری
واژه انگلیسی cannibal که معنای آدمخوار را می‌دهد از واژهٔ کاریبی karibna(=شخص) که کریستف کلمب ثبت‌کرده بوده گرفته‌شده‌است.
می‌نماید که آدمخواری بخشی از آیینهای جنگی ایشان بوده باشد. هنگامی که کاریب‌ها در جنگی پیروز می‌شدند بخش‌هایی از اندام قربانی را به نشانهٔ پیروزی با خود به خانه می‌بردند. در آنجا کاریب بخشی از تن یک جنگجوی دلیر شکست‌خورده را جویده و آنگاه به بیرون تف می‌کرد و اینگونه می‌پنداشت که دلیری آن جنگجو به درون او راه خواهد یافت. سند استواری بر اینکه کاریب‌ها برای رهایی از گرسنگی به خوردن انسان‌ها می‌پرداختند در دست نیست.